# Irische Cricket-Nationalmannschaft gegen Afghanistan in der Saison 2020/21
Die Tour der irischen Cricket-Nationalmannschaft gegen Afghanistan in der Saison 2020/21 findet vom 8. bis zum 18. Januar 2021 in den Vereinigten Arabischen Emiraten statt. Die internationale Cricket-Tour ist Bestandteil der Internationalen Cricket-Saison 2020/21 und umfasst drei ODIs.

## Vorgeschichte
Irland spielte zuvor eine Tour in den Vereinigten Arabischen Emiraten, für Afghanistan war es die erste Tour der Saison. Das letzte Aufeinandertreffen der beiden Mannschaften bei einer Tour fand in der Saison 2019/20 in Indien statt.
Nachdem die Vereinigten Arabischen Emirate ihre Visa-Regelungen auf Grund der COVID-19-Pandemie verschärften und damit drohte das das Afghanische Team nicht einreisen dürfte überlegte man die Tour in den Oman zu verlegen. Jedoch wurden am 5. Januar ein die Visas und damit die Tour in den Vereinigten Arabischen Emiraten bestätigt. Jedoch wurde der ursprüngliche Starttermin vom 18. auf den 21. Januar verschoben.

## Stadion
Das folgende Stadion wurde für die Tour ausgewählt und am 17. November 2020 bestätigt.
| Stadion                      | Stadt     | Kapazität | Spiele      |
| ---------------------------- | --------- | --------- | ----------- |
| Sheikh Zayed Cricket Stadium | Abu Dhabi | 20.000    | 1. – 3. ODI |

## Kaderlisten
Afghanistan benannte seinen Kader am 5. Januar 2021.
| ODI | ODI |
| Afghanistan | Irland |
| --- | --- |
| - Asghar Afghan (K) - Rashid Khan (VK) - Javed Ahmadi - Yamin Ahmadzai - Sharafuddin Ashraf - Usman Ghani - Mohammad Nabi - Gulbadin Naib - Rahmanullah Gurbaz (wk) - Azmatullah Omarzai - Rahmat Shah - Hashmatullah Shahidi - Sayed Shirzad - Naveen-ul-Haq - Mujeeb Ur Rahman - Najibullah Zadran | - Andrew Balbirnie (K) - Paul Stirling (VK) - Mark Adair - Curtis Campher - David Delany - Gareth Delany - Shane Getkate - Josh Little - Andy McBrine - Barry McCarthy - James McCollum - Kevin O’Brien - Conor Olphert - Neil Rock (wk) - Simi Singh - Harry Tector - Lorcan Tucker (wk) - Craig Young |

## Tour Match
| 16. Januar Scorecard | Abu Dhabi | Afghanistan 264 (44.1)          | – | Irland 241 (44.4) |
|                      |           | Afghanistan gewinnt mit 23 Runs |   |                   |

## One-Day Internationals

### Erstes ODI in Abu Dhabi
| 21. Januar Scorecard | Abu Dhabi | Afghanistan 287-9 (50)          | – | Irland 271-9 (50) |
|                      |           | Afghanistan gewinnt mit 16 Runs |   |                   |

Afghanistan gewann den Münzwurf und entschied sich als Schlagmannschaft zu beginnen. Als Spieler des Spiels wurde Rahmanullah Gurbaz ausgezeichnet.

### Zweites ODI in Abu Dhabi
| 24. Januar Scorecard | Abu Dhabi | Irland 259-9 (50)                 | – | Afghanistan 260-3 (45.2) |
|                      |           | Afghanistan gewinnt mit 7 Wickets |   |                          |

Irland gewann den Münzwurf und entschied sich als Schlagmannschaft zu beginnen. Als Spieler des Spiels wurde Rahmat Shah ausgezeichnet.

### Drittes ODI in Abu Dhabi
| 26. Januar Scorecard | Abu Dhabi | Afghanistan 266-9 (50)          | – | Irland 230 (47.1) |
|                      |           | Afghanistan gewinnt mit 36 Runs |   |                   |

Irland gewann den Münzwurf und entschied sich als Feldmannschaft zu beginnen. Als Spieler des Spiels wurde Rashid Khan ausgezeichnet.

## Statistiken
Die folgenden Cricketstatistiken wurden bei dieser Tour erzielt.

### One-Day Internationals
| Tests              | Tests       | Tests   | Tests   | Tests   | Tests   | Tests   | Tests   | Tests   |
| Batting            | Batting     | Batting | Batting | Batting | Batting | Batting | Batting | Batting |
| Spieler            | Mannschaft  | Spiele  | Innings | Runs    | Average | HS      | 100s    | 50s     |
| ------------------ | ----------- | ------- | ------- | ------- | ------- | ------- | ------- | ------- |
| Paul Stirling      | Irland      | 3       | 3       | 285     | 95,00   | 128     | 2       | 0       |
| Rahmanullah Gurbaz | Afghanistan | 3       | 3       | 180     | 110,42  | 127     | 1       | 0       |
| Lorcan Tucker      | Irland      | 3       | 3       | 122     | 81,33   | 83      | 0       | 1       |
| Rahmat Shah        | Afghanistan | 3       | 3       | 108     | 85,03   | 103*    | 1       | 0       |
| Rashid Khan        | Afghanistan | 3       | 2       | 103     | 51,50   | 55      | 0       | 1       |
| Bowling            |             |         |         |         |         |         |         |         |
| Spieler            | Mannschaft  | Spiele  | Overs   | Wickets | Average | BBI     | 5W      | 10W     |
| Naveen-ul-Haq      | Afghanistan | 3       | 26.1    | 8       | 19,37   | 4/42    | 0       | 0       |
| Mujeeb Ur Rahman   | Afghanistan | 3       | 30.0    | 7       | 18,42   | 3/46    | 0       | 0       |
| Rashid Khan        | Afghanistan | 3       | 29.0    | 7       | 19,14   | 4/29    | 0       | 0       |
| Andy McBrine       | Irland      | 3       | 30.0    | 6       | 16,50   | 5/29    | 1       | 0       |
| Simi Singh         | Irland      | 3       | 28.2    | 5       | 25,20   | 3/37    | 0       | 0       |

## Auszeichnungen

### Player of the Series
Als Player of the Series wurden der folgende Spieler ausgezeichnet.
| Serie | Player of the Series |
| ----- | -------------------- |
| ODI   | Paul Stirling        |

### Player of the Match
Als Player of the Match wurden die folgenden Spieler ausgezeichnet.
| Spiel  | Player of the Match |
| ------ | ------------------- |
| 1. ODI | Rahmanullah Gurbaz  |
| 2. ODI | Rahmat Shah         |
| 3. ODI | Rashid Khan         |